# Louis René Tulasne

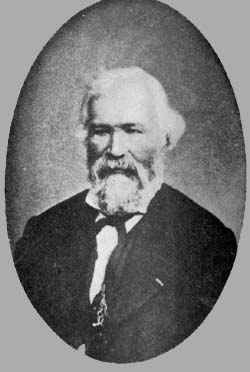
Louis René Tulasne

Louis René Tulasne (także znany jako Edmond Tulasne) (ur. 12 września 1815 w Azay-le-Rideau, zm. 22 grudnia 1885 w Hyères) − francuski botanik i mykolog.
Urodził się w Azay-le-Rideau. Jego specjalnością była mykologia. Nazwał m.in. buławinkę czerwoną (Claviceps purpurea) i opisał jej cykl życia.